# Gallus Häfele
Gallus-Maria Häfele OP (* 4. März 1882 in Gossau SG; † 14. Dezember 1960 in Savognin), bürgerlich Franz Konrad Häfele, war ein Schweizer Dominikaner und Theologe.

## Leben
Franz Konrad Häfele war das erste von acht Kindern einer Bauernfamilie in Gossau, St. Gallen. 1903 bestand er die Matura und meldete sich zum Eintritt in den Dominikanerorden.
Am 3. Oktober 1904 legte er die einfache, am 6. Oktober 1907 die feierliche Profess ab. Von 1904 bis 1906 absolvierte er das Philosophicum und von 1906 bis 1911 das Theologicum als Ordensstudium in Graz. Am 30. Juni 1914 wurde er in Wien zum Doktor der Theologie promoviert. Im September 1919 erfolgte die Berufung zum ausserordentlichen Professor an die Universität Freiburg im Üechtland, um die Nachfolge von Albert Maria Weiss auf dem Lehrstuhl für Fundamentaltheologie und Apologetik zu sichern; er gab auch dessen Werk Der Geist des Christentums (1927) heraus. 1922 wurde er Ordinarius. Zweimal, 1924/25 und 1939/40, bekleidete er das Amt eines Dekans der Theologischen Fakultät. 1930/31 war er Rector magnificus der Universität. Er trat 1952 von seinem Amt als Professor an der Universität Freiburg zurück.
Von 1919 bis 1953 war Häfele Herausgeber des Divus Thomas (seit 1954: Freiburger Zeitschrift für Philosophie und Theologie), zunächst Mitherausgeber, ab 1939 dann alleiniger Herausgeber, und sicherte dessen thomistisches Programm.

## Schriften (Auswahl)
- Franz von Retz. Ein Beitrag zur Gelehrtengeschichte des Dominikanerordens und der Wiener Universität am Ausgange des Mittelalters. Mit 6 Tafeln. Innsbruck 1918, OCLC 257609850.
- Die Berechtigung der Theologischen Fakultät im Organismus der Universität. Freiburg im Üechtland 1932, OCLC 72885906.